# Merz Cyclecar

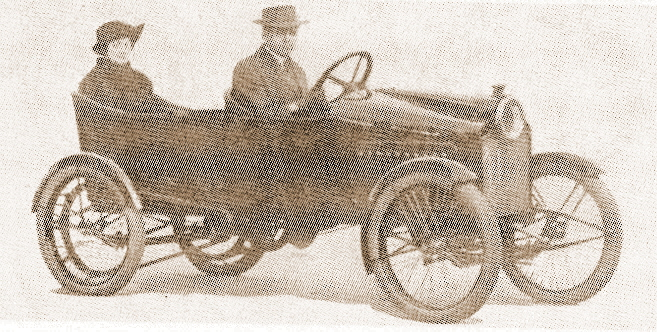
Merz Cyclecar (1914)

Die Merz Cyclecar Company war ein US-amerikanischer Automobilhersteller in Indianapolis (Indiana). Die Firma wurde vom früheren Autorennfahrer Charles Merz gegründet und baute nur in der ersten Hälfte des Jahres 1914 Kleinwagen.

## Beschreibung
Die Fahrzeuge wurden zwar als Cyclecars bezeichnet, allerdings erfüllten sie die Kriterien nicht. Der Merz war ein Tandem-Roadster mit zwei hintereinander angeordneten Sitzplätzen. Der Wagen war mit seinem Hochrahmen ziemlich hochbordig, besaß aber schon eine Motorverkleidung und Passagierraum aus einem Stück. Die Kotflügel waren an den Radträgern befestigt, wie es bei Motorrädern üblich ist. Der Radstand betrug nur 2134 mm und die Spurweite 1016 mm. Über dem Kühler war ein einzelner Scheinwerfer angebracht.
Angetrieben wurde der Wagen von einem V2-Motor von De Luxe. 88,9 mm Bohrung und 93,218 mm Hub ergaben 1157 cm³ Hubraum. Die Motorleistung von 9 bhp (6,6 kW) wurde über ein Reibrollengetriebe und Keilriemen an die Hinterräder weitergeleitet. Der Wagen kostete US$ 450,–. Für US$ 485,– gab es auch einen kleinen Lieferwagen.
Im Sommer 1914 musste die Gesellschaft Konkurs anmelden.

## Modelle
| Modell   | Bauzeitraum | Zylinder | Leistung       | Radstand | Aufbauten                                     |
| -------- | ----------- | -------- | -------------- | -------- | --------------------------------------------- |
| Cyclecar | 1914        | 2 V      | 9 bhp (6,6 kW) | 2134 mm  | Roadster 2 Sitze (Tandem), Lieferwagen 1 Sitz |